# Desforges (dramaturge)
Pour les articles homonymes, voir Desforges.
Pierre-Jean-Baptiste Choudard, dit Desforges, né à Paris le 15 septembre 1746 et mort dans la même ville le 13 août 1806, est un acteur, dramaturge et homme de lettres français.

## Biographie
Pierre-Jean-Baptiste Choudard est le fils naturel du médecin Antoine Petit.
Il étudie au collège Mazarin,, au collège de Beauvais, suit quelque temps des cours de médecine, puis de peinture et a de petits emplois.
Démuni à la mort de son père, il se fait comédien sous le pseudonyme de Desforges.
Il joue d'abord les jeunes premiers à la Comédie-Italienne, s'engage dans une troupe ambulante à titre d'auteur, demeure à Saint-Pétersbourg de 1779 à 1782, puis revient à Paris.
Il abandonne alors la scène et se livre tout entier à la littérature.

## Œuvres

### Théâtre

#### Sélection
Il est l'auteur d'une vingtaine de pièces et de livrets d'opéra, dont :
- Tom Jones à Londres, 1782[4], tirée de l'Histoire de Tom Jones, enfant trouvé de Henry Fielding[5] ; cette pièce resta longtemps au répertoire du Théâtre français[3],[6]
- Tom Jones et Fellamar, suite de Tom Jones à Londres, 1788
- L’Épreuve villageoise, 1785, musique d'André Grétry, son premier grand succès[2]
- La Femme jalouse, 1785, imitation de George Colman l'Ancien
- Le Sourd, ou l'Auberge pleine sur Gallica, 1790
- Joconde (ou La Joconde), opéra-comique, musique de Louis Jadin, 1790, d'après La Fontaine
- Alisbelle, ou les Crimes de la féodalité, opéra en 3 actes, en vers sur Gallica, 1794, musique de Louis Jadin
- Coesarine et Victor, ou Les époux dès le berceau, comédie en trois actes et en vers libres sur Gallica 1800

### Romans
- Ses romans, publiés en quatre volumes in-12 en 1798, sont réédités en cinq in-12 en 1819[3].

### Écrits révolutionnaires
- En plus d'Alisbelle, ou les Crimes de la féodalité, le citoyen Desforges a fait paraître des poèmes révolutionnaires et un Plan d'éducation générale[7].

### Mémoires
- Il a publié ses mémoires en 1798 sous le titre de Le poète, ou Mémoires d'un homme de lettres écrits par lui-même, 4 vol.

## Pour approfondir